# AmigaE
AmigaE, muitas vezes chamada simplesmente de E, é uma linguagem de programação criada por Wouter van Oortmerssen. Desde então, ele passou a dedicar-se ao desenvolvimento da linguagem de programação SHEEP para a nova plataforma AmigaDE e a linguagem CryScript (também conhecido como DOG), utilizada durante o desenvolvimento do popular jogo de computador Far Cry. Embora o desenvolvimento tenha terminado em 1997, o AmigaE ainda tem as vantagens de ser poderoso e rápido e ainda fácil de compreender. 
O AmigaE é uma combinação de muitos recursos a partir de uma série de linguagens, mas segue a linguagem de programação C, linguagem mais estrita em termos de conceitos básicos. Principais benefícios do AmigaE são rápida compilação (que permite que seja usado em lugar de uma língua scripting), tipo de sistema flexível e poderoso módulo de sistema, excepção de manipulação (não C ++ variante) e programação orientada para objetos.
O programa "olá mundo" no programa AmigaE:
```
 PROC main()
    WriteF('Olá, Mundo!')
 ENDPROC
```